# Doslov
Doslov je v literatuře označení samostatného textu na konci knihy, který na rozdíl od epilogu není součástí samotného díla, ale pouze dotyčného vydání. Může mít formu komentáře, eseje či zamyšlení nad dílem, zpravidla nikoliv z pera jeho autora, ale vydavatele, literárního vědce, kritika apod. V podání autorově může jít např. o komentář k novému vydání jeho díla, zhodnocení změn oproti předešlému vydání, apod.